# Мићо Кованџић
Мићо Кованџић  (Жабар, Градачац, 18. мај 1951 – Томанића коса, Шамац, 10. мај 1994) био је потпуковник Војске Републике Српске.

## Биографија
Завршио је гимназију у Градачцу 1971, а Војну академију копнене војске 1975. године. Службовао је у гарнизонима Ајдовшчина (1975−1977), Випава (1980−1981), Лесковац (1981−1985) и Приштина (1987−1993). У ЈНА је службу завршио као командант пјешадијског батаљона, у чину мајора.
У ВРС је био од 1993, као начелник штаба, уједно замјеник команданта 1. семберијске лаке пјешадијске бригаде у Источнобосанском корпусу. Погинуо је на борбеном задатку.
Сахрањен на гробљу у Љесковцу.
У ВРС је одликован Oрденом Карађорђеве звијезде III реда (1994).